# Diplura garleppi
Diplura garleppi är en spindelart som först beskrevs av Simon 1892.  Diplura garleppi ingår i släktet Diplura och familjen Dipluridae.
Artens utbredningsområde är Bolivia. Inga underarter finns listade i Catalogue of Life.